# Kras Morawski

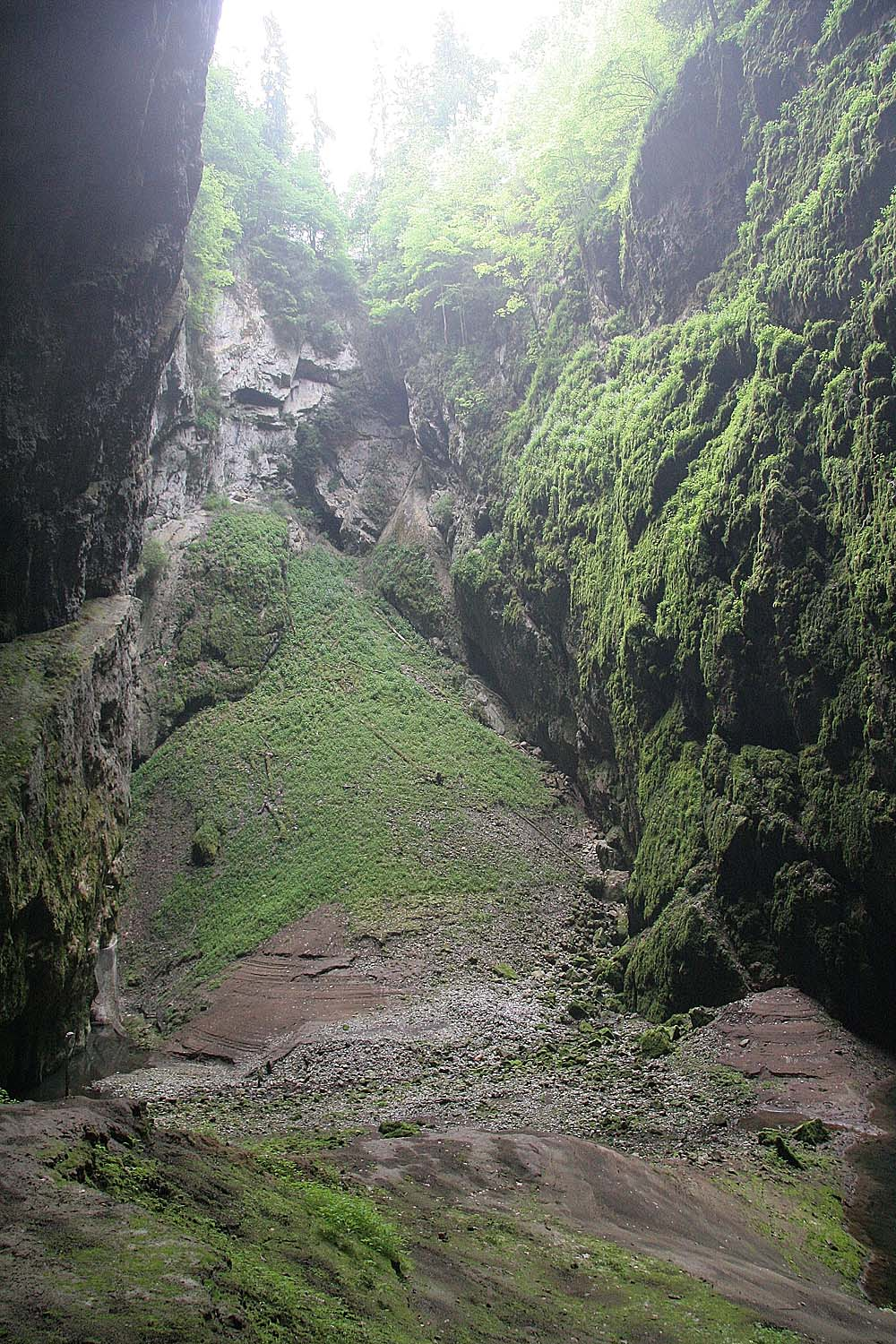
Przepaść Macocha

Kras Morawski (czes. Moravský kras) – teren krasowy w Czechach, w kraju południowomorawskim na północ od Brna. Na obszarze 94 km², na którym w 1956 roku utworzono obszar chronionego krajobrazu, znajduje się ponad 1600 jaskiń, z czego cztery dostępne są dla zwiedzających. Szczególną popularnością wśród turystów cieszy się spływ podziemną rzeką w jaskini Punkevní oraz punkt widokowy nad przepaścią Macocha.

## Turystyka
Pierwszym propagatorem jaskiń Morawskiego Krasu był Karel Josef Jurende. Obecnie jaskinie udostępnione dla turystów to:
- Jaskinia Punkevní
- Jaskinia Vypustek
- Jaskinie Sloupsko-šošůvské
- Jaskinia Katařinská
- Jaskinia Balcarka

Teren Krasu Morawskiego można odwiedzić dojeżdżając do miejscowości Blansko, skąd kursują regularne autobusy.